# Lilium jinfushanense
Die Einteilung der Lebewesen in Systematiken ist kontinuierlicher Gegenstand der Forschung. So existieren neben- und nacheinander verschiedene systematische Klassifikationen. 
Das hier behandelte Taxon ist durch neue Forschungen obsolet geworden oder ist aus anderen Gründen nicht Teil der in der deutschsprachigen Wikipedia dargestellten Systematik.
Lilium jinfushanense war der Name für eine 1986 erstbeschriebene Art aus der Gattung der Lilien (Lilium).  Die Art wurde 2014 mit Lilium taliense synonymisiert.

## Beschreibung
Lilium jinfushanense ist eine mehrjährige, krautige Pflanze und erreicht eine Wuchshöhe von 70 bis 130 Zentimetern. Die gelblich-rote Zwiebel ist annähernd rund mit einem Durchmesser zwischen 1 und 1,5 Zentimetern. Der Stängel ist purpurn gefleckt oder gestreift, die verteilt stehenden lanzettlichen Blätter sind zwischen 5 und 10 Zentimetern lang und 8 bis 15 Millimeter breit, drei- bis fünfnervig und an den Rändern papillös.
Im Juni bis Juli blüht die Art mit drei bis sieben, selten bis zu 15 Blüten in einem traubigen Blütenstand, die Blüten sind nickend, glockenförmig und duftend. Die schmal länglich-runden bis umgekehrt-lanzettförmigen, 5 bis 6 Zentimeter langen und 1 bis 1,2 Zentimeter breiten Blütenhüllblätter sind weiß bis gelblich, am Ansatz purpurn und im weiteren Verlauf purpurn gefleckt. Die äußeren Blütenhüllblätter sind geringfügig schmaler als die inneren. Der Fruchtknoten ist 1,2 bis 1,5 Zentimeter, die Staubfäden 4 bis 4,5 Zentimeter, die Staubbeutel 5 bis 7 Millimeter lang. Der Griffel erreicht eine Länge zwischen 3,2 und 3,5 Zentimetern. Die im September reife Kapselfrucht ist umgekehrt eiförmig, 2,5 bis 3 Zentimeter lang und 1,5 bis 2 Zentimeter lang.

## Verbreitung
Die Art ist endemisch im Südosten Sichuans in der Volksrepublik China. Sie wächst dort in Wäldern in Höhenlagen zwischen 1800 und 2200 m.

## Taxonomie
Lilium wenshanense wurde 1986 durch Long Jin Peng und Bi Nong Wang beschrieben. 2014 wurde sie dann mit Lilium taliense synonymisiert.